# Obszar Chronionego Krajobrazu Haanja
Obszar Chronionego Krajobrazu Haanja (est. Haanja looduspark) – obszar chronionego krajobrazu o powierzchni 17039,7 ha położony w Estonii, w prowincji Võrumaa. Został utworzony w 1957 roku. Położony jest na terenie pięciu gmin: Haanja, Lasva, Rõuge, Vastseliina, Võru.
Na jego terenie znajduje się najwyższy obszar Estonii - Haanja kõrgustik, z najwyższym wzniesieniem Suur Munamägi (318 n.p.m.). A także kilkadziesiąt jezior m.in.: Vihtla, Hainjärv, Puustusjärv, Mäesulg, Aabra, Viitina Karijärv, Viitina Järvekülä, Vaskna, Purkna, Kavadi, Alajärv, Kahrila, Rõuge Suurjärv, Rõuge Ratasjärv, Kunnjärv, Jugu, Kolga, Tõugjärv, Väikjärv, Nursi veskijärv, Perätjärv, Kaussjärv, Rõuge Valgjärv, Rõuge Liinjärv, Kurgjärv, Kaivandu, Hanijärv, Käpämäe, Andri, Luhte, Varõssõ, Kolodsi, Saaluse Orava järv, Poksi, Suur Kõrbjärv, Väikene Kõrbjärv, Koloreino Edejärv, Kuuda, Tuhkrijärv, Taltjärv, Hanija, Horoski, Saaluse Kõrdsijärv, Soodi, Puustusjärv, Kirbu, Plaani Peräjärv, Murojärv, Mäe-Tilga, Mäe-Tilga Kogrõjärv, Salujärv, Jürijärv, Kalda, Tsiamäe Kõvvõrjärv, Palujüri, Plaani Küläjärv, Tsirkjärv, Tuuljärv, Ruusmäe, Põldalotsõ, Vällämäe Küläjärv, Vällämäe Peräjärv, Üvvärjärv, Paadikõrdsi, Veesi, Sarikuniidü, Alasjärv, Plaani Mudajärv, Tammsaarõ.